# Vía Verde de la Sierra
La Vía Verde de la Sierra, oficialmente denominada Camino Natural Vía Verde de la Sierra, es una vía verde perteneciente a la Red de Caminos Naturales de España, un proyecto desarrollado por el Ministerio de Agricultura, Pesca y Alimentación, que se encarga de la recuperación de antiguas infraestructuras relacionadas con el transporte y la comunicación, que actualmente se encuentran en desuso o en estado de abandono, para uso senderista y ciclista.
Esta vía verde surge con el reacondicionamiento del trazado de la antigua línea de ferrocarril Jerez-Almargen, que ha sido rehabilitada para su uso turístico (senderismo, cicloturismo y paseo a caballo).

## Localización
Este itinerario discurre fundamentalmente asociado a los valles de los ríos Guadalete y Guadalporcún, y entre sus muchos puntos de interés destacan la Reserva Natural del Peñón de Zaframagón, con una importante colonia de buitre leonado (Gyps fulvus), y el Monumento Natural del Chaparro de la Vega (Coripe).
La vía verde recorre algo más de 36 km de paisajes serranos desde Puerto Serrano hasta Olvera, entre las provincias de Cádiz y Sevilla (España). Forma parte de la red de vías verdes de España, coordinada por la Fundación de los Ferrocarriles Españoles. Entre las Rutas de Interés Turístico de Andalucía, es la única Vía Verde declarada como tal. También está laureada con dos premios europeos y otro a la excelencia.

## Accesos y situación
Los accesos principales a esta ruta verde son sus extremos en Puerto Serrano (término municipal de El Coronil) y Olvera, así como la estación de Coripe, en la carretera entre dicho pueblo y Algodonales.
La ruta atraviesa 29 túneles durante todo el recorrido, siendo el más largo el túnel del Castillo de 990 metros (situado en el término municipal de Coripe), también existen 4 viaductos y 5 estaciones. La Guerra Civil impidió finalizar el proyecto.

## Historia

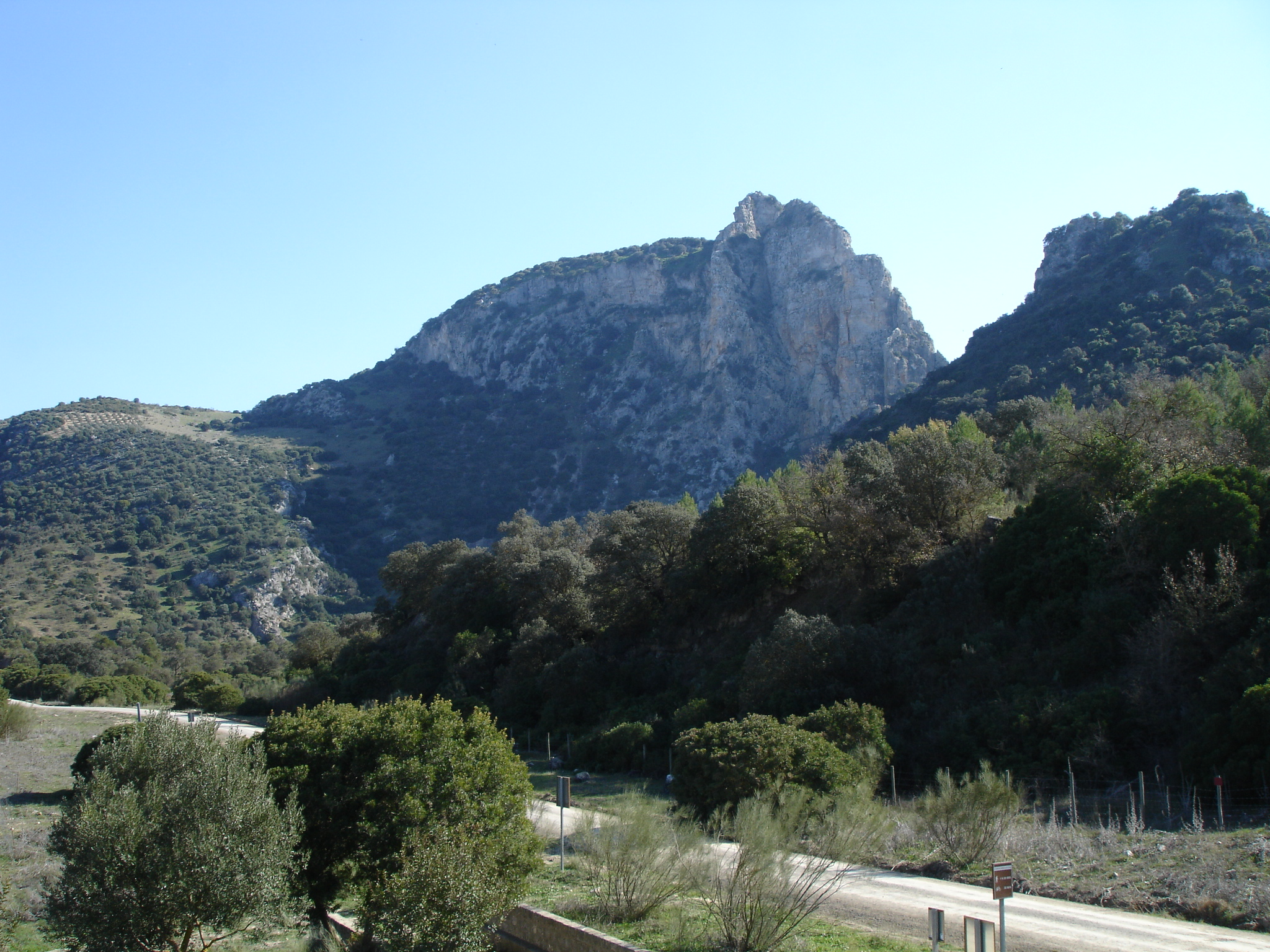
Peñón de Zaframagón.

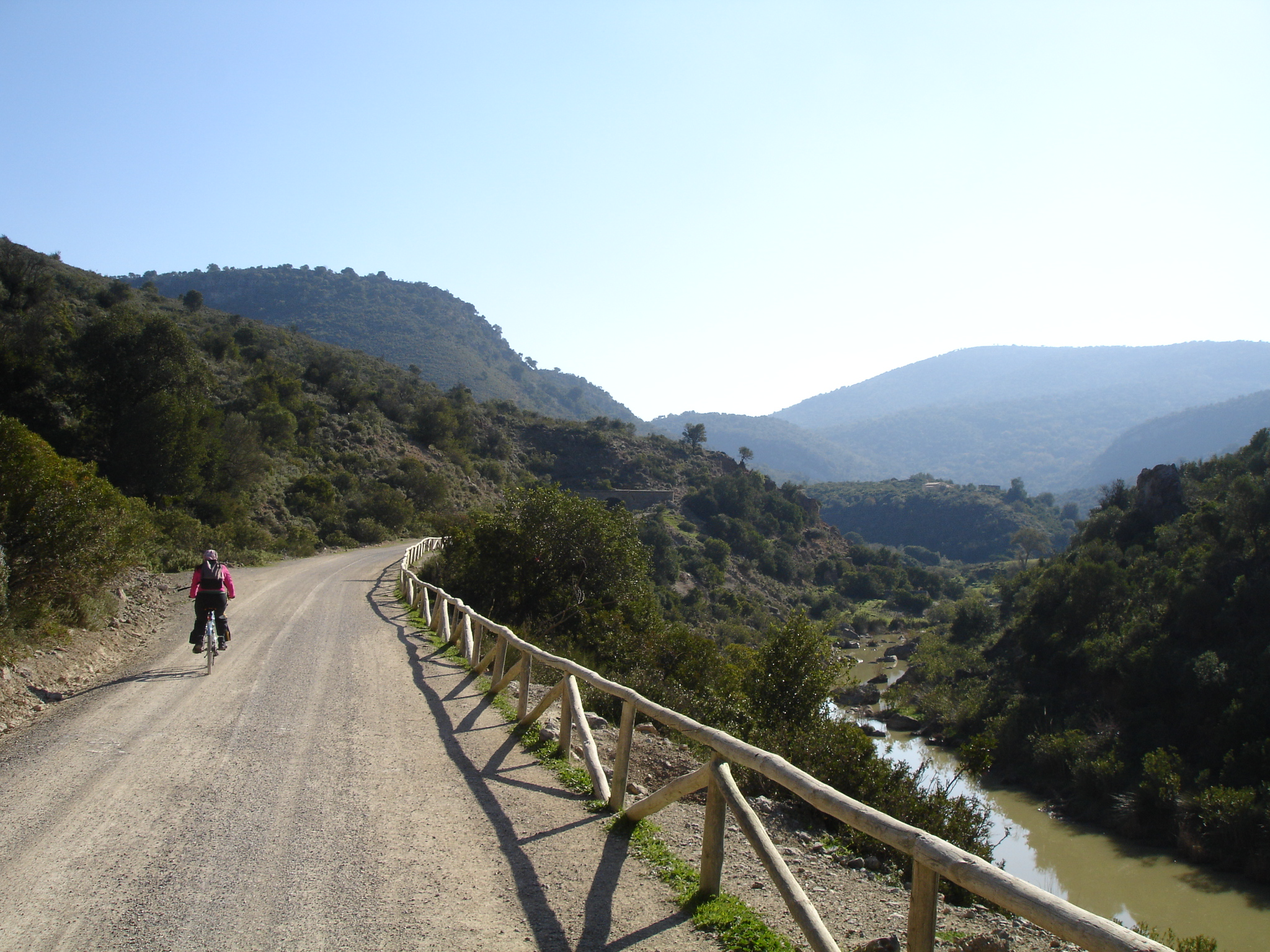
Vía Verde de la Sierra de Cádiz junto al Río Guadalete.

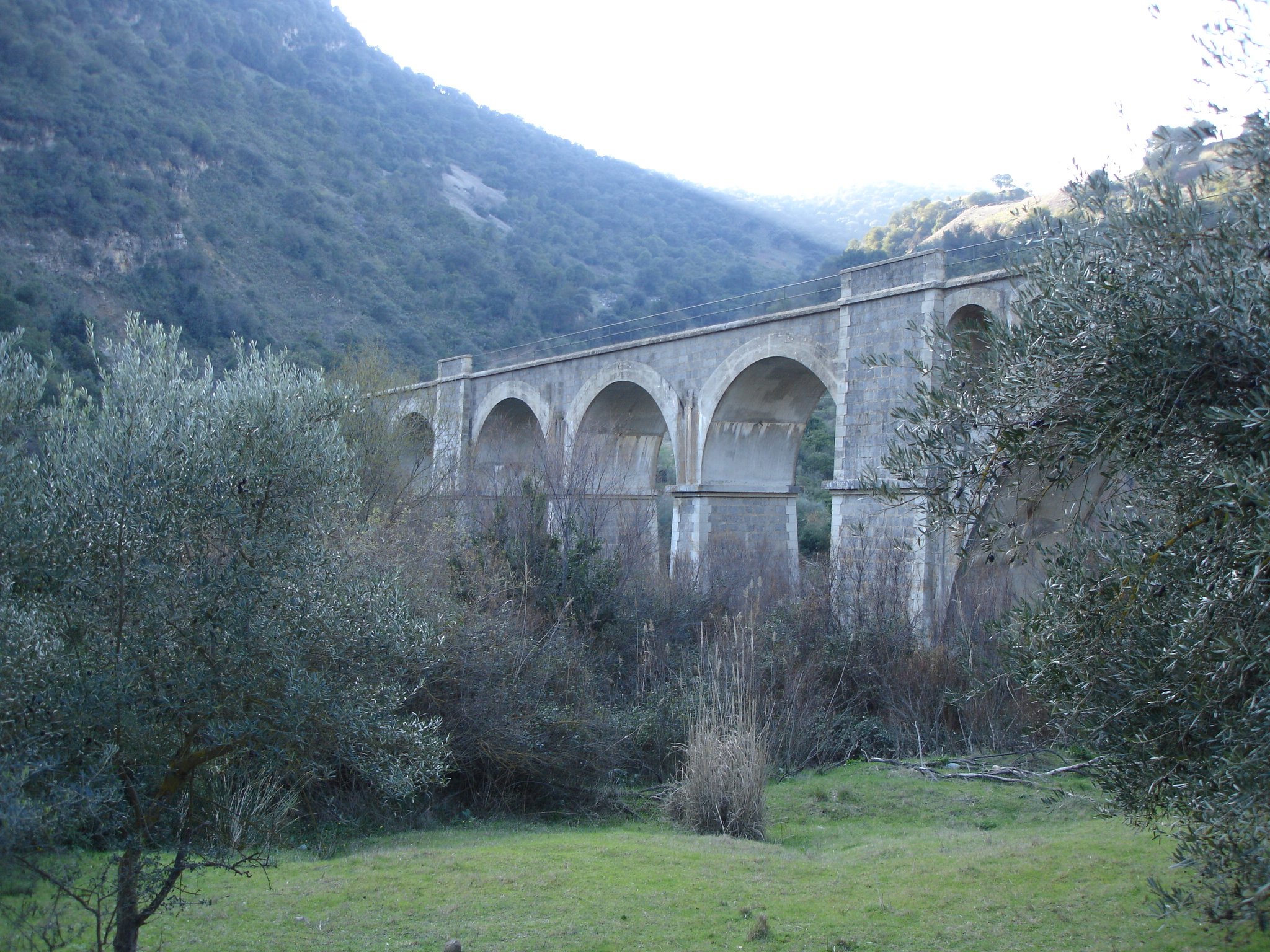
Viaducto sobre el Río Guadalporcún.

El recorrido aprovecha una antigua vía de ferrocarril diseñada entre Jerez de la Frontera (Cádiz) y Almargen (Málaga), según lo previsto en el Plan de Ferrocarriles de Urgente Construcción de 1926 o Plan Guadalhorce. La línea atravesaría toda la Sierra gaditana para conectar con los ferrocarriles hacia Málaga y Granada, con un total de 120 km. En los años 1920 y 1930 se realizó su construcción, para quedar abandonada sin haberse llegado a terminar. Las infraestructuras de la plataforma de vía, túneles, viaductos e incluso estaciones, quedaron prácticamente terminados entre Puerto Serrano y Olvera, siendo este tramo el que fue rehabilitado y acondicionado en la década de 1990.
El único tramo que llegó a ponerse en servicio fue entre Jerez y Arcos de la Frontera. Desde 1970, la línea fue de uso exclusivo para mercancías. En 1982 fue demolida la estación de pasajeros de Arcos, situada en la Avenida de la Verbena y próxima a la actual estación de autobuses.
El tráfico de la línea era copado por trenes de transporte de productos alimentarios, desde la azucarera de Jédula. Duró en funcionamiento hasta el año 2001 en el que la planta fue cerrada.
En 2018 se empieza a trabajar en un proyecto para ampliar la Vía conectándola con la antigua línea Jerez-Almargen. En concreto, en primer lugar se considera recuperar el tramo Jerez de la Frontera - Arcos de la Frontera, para después conectar con Bornos y resto de la vía.

## Descripción por tramos
Este itinerario se compone de un tramo único que parte desde la estación de Puerto Serrano, donde se puede observar una panorámica del pueblo. Aquí se puede ver también la antigua estación de tren y la casa del guarda de la estación, que hoy en día es la sede de la Fundación Vía Verde de la Sierra. En este punto existe además un parking con un área de descanso, un parque infantil y un circuito biosaludable.
En su primera parte del recorrido, el paisaje se torna agrícola, con olivos y pequeñas huertas. Desde aquí, y durante varios kilómetros, la ruta va paralela al río Guadalete, acompañada en un principio por adelfas (Nerium oleander), tarajes (Tamarix sp.) y otros matorrales de ribera, y posteriormente aparecen los chopos (Populus sp.). En este tramo, se pueden observar los viaductos de Los Azares (65 metros) y el de Gillete (83 metros). En la zona es común ver aves de ribera como oropéndolas (Oriolus oriolus), lavanderas (Motacilla sp.) o, por ejemplo, el martín pescador (Alcedo atthis). En la unión de los ríos Guadalporcún y Guadalete, se encuentra el área recreativa de Toleta.
El Camino Natural continua hasta llegar a la Colada de Morón, a través de zona de matorral mediterráneo, donde destacan grandes acebuches (Olea europaea var. sylvestris), lentiscos (Pistacia lentiscus) y algarrobos (Ceratonia siliqua).
Este paisaje escarpado lleva al viajero hasta la Reserva Natural Peñón de Zaframagón, entre paredes de caliza y pequeñas montañas, y a cuyos pies discurre el río Guadalporcún. Se trata de un punto de reunión habitual de buitres leonados (Gyps fulvus), alimoches (Neophron percnopterus) o águilas perdiceras (Hieraaetus fasciatus).
Antes del viaducto de Coripe, se encuentra el túnel de Castillo, que está iluminado. Una vez cruzado, a la derecha sale un desvío de unos 500 metros que lleva al Monumento Natural El Chaparro de la Vega, una centenaria encina, entre 300 y 400 años, con más de 12 metros de altura y con una copa de 28 metros de diámetro. En ella se suelen celebrar diversas fiestas por los vecinos de Coripe, entre las que destaca la romería de la Virgen de Fátima, el segundo domingo de mayo. Además, la encina ostenta el récord de dar cobijo bajo sus ramas a los habitantes del pueblo entero, unas 2.000 personas.
Avanzando por el Camino se llega a la estación de Coripe, acondicionada al uso público y que cuenta con aparcamiento, aseos, parque infantil, circuito biosaludable y punto de información. La ruta continúa hasta llegar al inicio de un camino que lleva a la fuente de La Alberquilla, que se sitúa sobre una acequia romana.
Siguiendo el Camino Natural, se encuentra el observatorio ornitológico del Peñón de Zaframagón, abierto todos los días del año y que alberga una pequeña exposición interpretativa. En su interior se puede observar en directo, a través de una cámara, la nidificación en las buitreras del Peñón. Avanzando un poco, se encuentra el antiguo almacén de la estación, hoy día rehabilitado como centro de recepción de visitantes y cantina. Además, también es la sede de la Asociación Astronómica Vía Verde de la Sierra. A unos 7,5 kilómetros, se llega a la estación de Navalagrulla, la única sin rehabilitar, que cuenta con un área de descanso, un aparcamiento y un acceso por carretera.
El Camino se cruza con la Colada de Morón a partir de ahí, discurre entre olivares, que dan nombre al municipio, Olvera. Aquí se congregan gran número de aves como mirlos (Turdus merula), petirrojos (Erithacus rubecula), carboneros (Parus major), estorninos (Sturnus unicolor), jilgueros (Carduelis carduelis), e incluso algunos aviones comunes (Delichon urbica).
El Camino finaliza en Olvera, municipio de rasgos árabes, y declarado Conjunto Histórico-Artístico, forma parte de la Ruta de los Pueblos Blancos. En la antigua estación, rehabilitada, es posible acceder a un centro de interpretación sobre la Vía Verde de la Sierra, abierto de miércoles a domingo.

## Puntos de interés

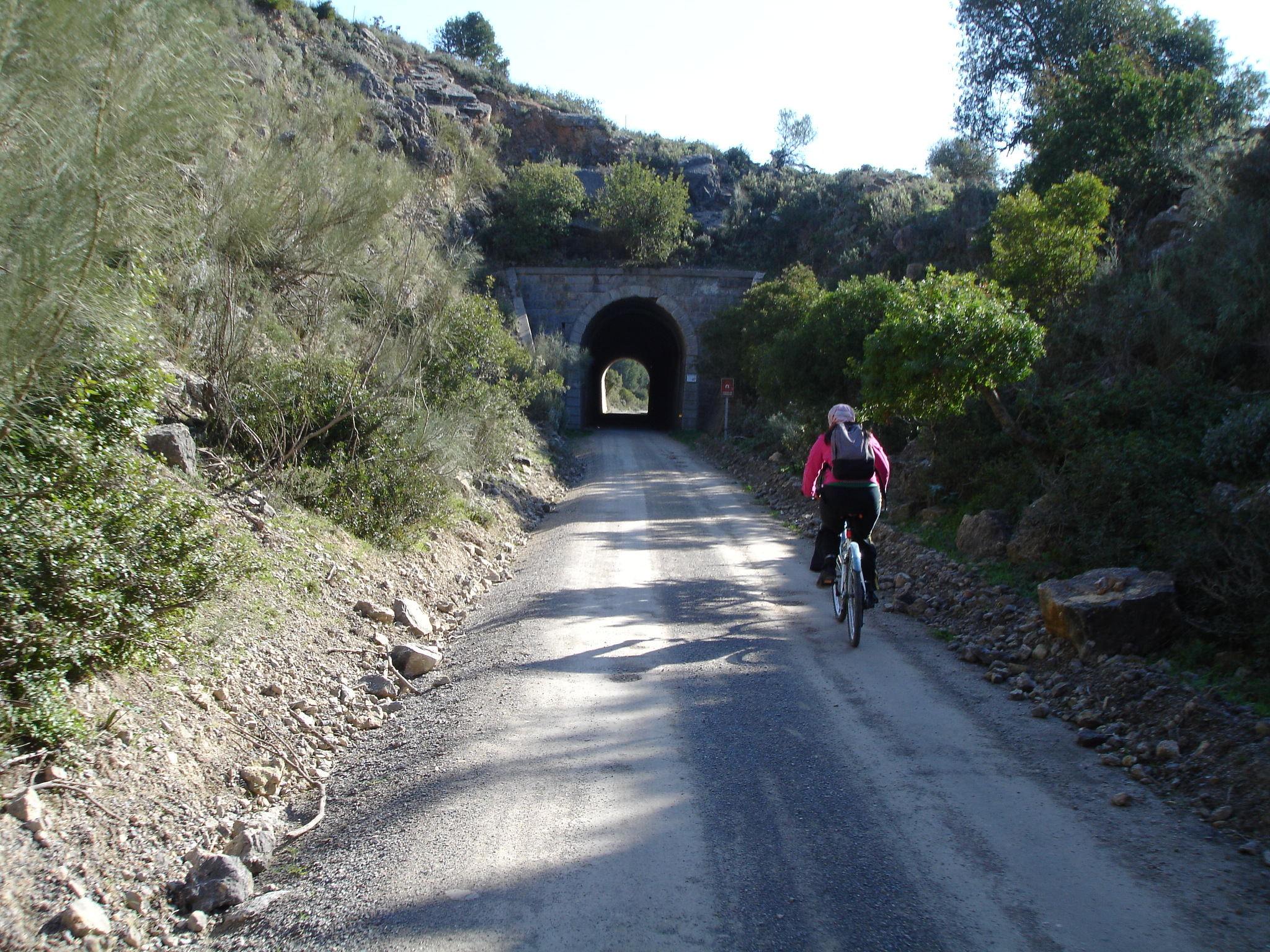
Túnel en la Vía Verde

Entre otros puntos se pueden destacar:
- Existe un mirador de aves en las cercanías de la reserva natural del Peñón de Zaframagón.
- La vía tiene un acceso al monumento natural del Chaparro de la Vega.
- La Estación de Coripe se ha rehabilitado como restaurante[10]

## Reconocimientos
La labor desarrollada por la Fundación que gestiona la Vía ha recibido diversos galardones por su labor:
- En 2005: Mejor Vía Verde de Europa
- En 2007: Premio Europeo a la Excelencia
- En 2009: Mejor Vía Verde de Europa[12]
- En 2013: Segundo lugar del Premio Europeo a la Excelencia
- En 2013: Premio a las buenas prácticas en atención a las personas con discapacidad[13]
- En 2016: Premio Andalucía del Turismo en su modalidad de "Institución pública o privada, asociación o colectivo".

Está reconocida como Ruta de Interés Turístico de Andalucía.

## Turismo

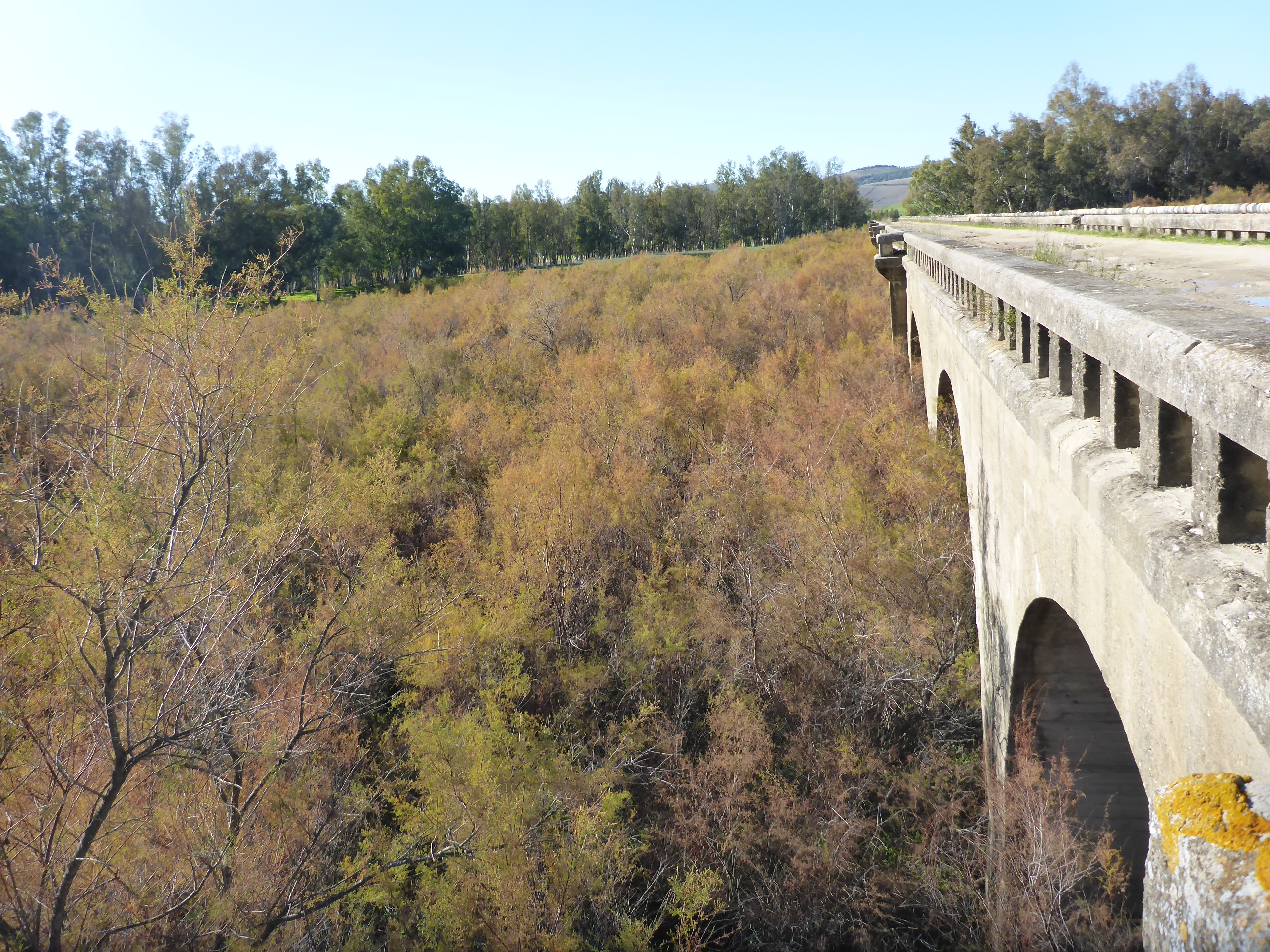
Vía al cruzar el puente de los 21 ojos (tramo Bornos-Coto de Bornos)

En 2016 se aprueban dos subvenciones para mejorar el potencial turístico de la vía.